# Ba'lu Haddu
Baʿlu Haddu (ugaritisch: 𐎁𐎓𐎍 𐎅𐎄𐎆 „Baʿlu der Donnerer“), auch („Baʿlu vom Berg Ṣapanu“), oder Aliyanu Baʿlu („siegreicher Baʿlu“) ist „der Schutzgott des Königs und des Königtums von Ugarit.“ Sein Beiname ist „Wolkenfahrer“. Dahinter steht die Vorstellung, dass Baʿlu auf einem von zwei Stieren gezogenen Wagen fährt.

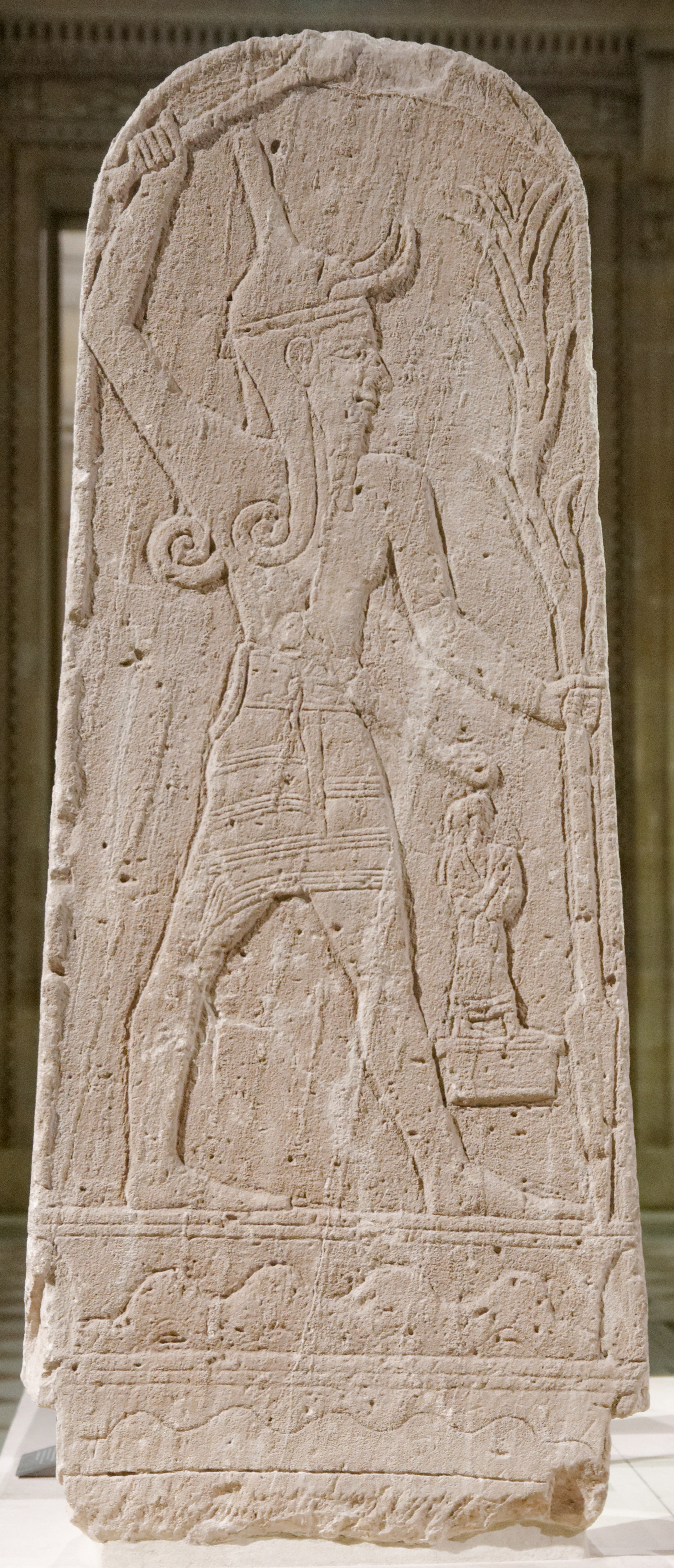
Stele des Baʿlu, 15. bis 13. Jahrhundert v. Chr., gefunden am Baʿlu-Tempel in Ugarit: Baʿlu als Gewitter- und Berggott: in der rechten Hand die Donnerkeule, links der stilisierte Vegetationsspeer, zu seinen Füßen eine Wellenlinie, die Berge darstellt (sein Sitz ist der Berg Sapanu), die untere Wellenlinie repräsentiert seine Herrschaft über das Meer, nachdem er den Meeresgott Jammu besiegt hat.

Baʿlu ist in älterer nordsyrisch-hurritischer Tradition der Sohn des Getreidegottes Dagān, und als solcher herrscht er über das fruchtbare Ackerland. Er wurde in den Mythen aus Ugarit jedoch stets als „Sohn“ des Schöpfergottes ʾIlu bezeichnet, der als Vater aller Götter galt. „Auf der Ebene der Mythen spielt Dagān keine Rolle und scheint ganz in der Gestalt des ’Ilu aufgegangen zu sein.“
Baʿlus treueste Gefährtin war ʿAnatu, mit der er jedoch, obwohl es des Öfteren so dargestellt wird, kein sexuelles Verhältnis hatte. Die Göttinnen Piḍray, Ṭallay und Arṣay werden in ugaritischer Literatur als Bräute oder auch Töchter Baʿlus bezeichnet.
Baʿlu galt im alten Ugarit als Gott der Fruchtbarkeit, des Regens, des Sturmes, des Gewitters und der Jahreszeiten. Des Weiteren galt er als Schutzpatron der Seefahrer, Richter und König der Rapi'uma (Totengeister) und später auch als König der Götter.

## Der Ba’lu-Zyklus KTU 1.1-1.6

### KTU 1.1–1.2
Das Epos beginnt mit dem Kampf zwischen Aliyanu Ba'lu, und Prinz Jammu-Naharu, dem Meeresgott, um die Herrschaft über die Götter.
'Ilu, der Vater der Menschheit, beendete den Kampf wenig später und entschied zugunsten seines Sohnes. Er übergab Prinz Jammu das Königtum.
Kotharu-wa-Khasisu, der Handwerker der Götter, wird zu 'Ilu gerufen, welcher zurzeit an der Quelle der Flüsse und Ozeane residiert. Er wird von 'Ilu aufgefordert, einen Palast für Prinz Jammu zu erbauen.
Er tat wie ihm geheißen. Er baut dem Herrn der Flüsse einen Palast unter dem Meer.
Kotharu-wa-Khasisu erklärt Jammu, dass er aufgrund seiner neuen Position überheblich geworden sei.
Denn Richter Naharu erwies sich als grausamer König, der die Götter und Göttinnen unter seiner Herrschaft schuften ließ.
Die Götter flehten letztlich in ihrer Verzweiflung ihre Mutter 'Athiratu an, den Tyrannen zu konfrontieren. Also trat 'Athiratu vor Richter Naharu und bat ihn ihre Kinder nicht mehr zu peinigen. Sie bot ihm Geschenke, doch Jammu lehnte ihre Bitte ab.
Schließlich bot die gütige 'Athiratu, die ihre Kinder liebt, dem Gott des Meeres ihren eigenen Körper an. Jammu-Naharu stimmte dem zu, und 'Athiratu kehrte zur Quelle der zwei Flüsse zurück.
Sie sprach dort zu den Göttern und erzählte diesen von ihrem Vorhaben.
Doch als Ba'lu davon erfuhr, wurde er zornig und meinte, dass er dies nicht zulassen könne. Er schwor den Göttern, dass er Prinz Jammu von seinem Thron stürzen würde.
Richter Naharu wurde auf diese Worte aufmerksam gemacht und schickte sogleich seine beiden Boten auf den Berg Lel ,'Ilus Wohnsitz, auf dem die Götter eine Versammlung hielten. Sie verkündeten, dass sich Ba'lu und sein Gefolge Jammu zu unterwerfen haben.
Als Ba'lu, der ebenfalls anwesend ist, dies hört, greift er die Gesandten des Meeresgottes an, wird jedoch von 'Anatu und 'Attartu aufgehalten.
Ba'lu schont das Leben der Boten und schickt sie mit den Worten, dass er sich nicht vor Prinz Jammu verneigen würde, zurück zu ihrem Meister.
Er erklärte abermals, dass er den Tyrannen der Götter stürzen würde.
Schließlich vordert der Herr des Donners den Meeresgott zum Kampf heraus. Ba'lu ist jedoch schon bald aufgrund der Macht von Richter Naharu und der wilden Meeresbewohner verzweifelt. Kotharu versichert Ba'lu, dass er siegreich sein wird. Er gibt ihm magische Waffen, mit denen er Jammu besiegen würde.
Der Gott der Fruchtbarkeit nahm den Kampf wieder auf und streckte seinen Rivalen letztlich nieder.

### KTU 1.5–1.6
Der letzte Teil des Epos befasst sich mit Ba'lus Kampf gegen Motu, dem Tod höchstselbst. Indem er Motu nicht zu einem Essen mit Brot und Wein einlädt, ist Motu beleidigt und droht, das Leben zum Welken zu bringen und den Himmel zum Zusammenbrechen. Er sagt, dass er wie ein Löwe in der Wüste ständig nach menschlichem Fleisch und Blut hungert. Motu wird alles Leben Stück für Stück verschlingen, wenn Ba'lu sich ihm nicht ergibt. Aliyanu Ba'lu gibt seine Angst und Furcht vor Motu zu. Er fordert seine Diener Gapanu und Ugaru schließlich auf, zu Motu zurückzukehren und ihm zu sagen, dass er für immer sein Sklave sein wird, wenn er das Leben verschont. Eine Nachricht, über die sich Motu freut. Alsbald beschwert sich Ba'lu bei 'Ilu, dass seine Herrschaft in Gefahr ist. Er schickt Boten zu Shegeru und Itehmu und bittet sie, Tiere, Brot und Wein für ein Festmahl, das er vor seinem Tod mit seinen Dienern halten will, zur Verfügung zu stellen.
Als das Mahl beendet war, machte sich Ba'lu auf den Weg zu zwei Bergen, die den Eingang zur Unterwelt markieren. Er findet auf den Feldern eine Färse und zeugt mit ihr in Gestalt eines Stieres ein Kalb, das er in Tücher kleidet und Motu als Geschenk anbietet. Als Gapanu und Ugaru von Ba'lus Tod hören, machen sie sich auf den Weg, 'Ilu die Nachricht vom Tod ihres Herrn zu überbringen. 'Ilu steigt dann von seinem Thron und setzt sich auf den Boden. Er trauert, streut Staub auf seinen Kopf, trägt Kleidung aus Sackleinen, rasiert sich den Bart und schlägt sich vor Kummer auf die Brust. Auch 'Anatu und Schapschu trauern auf diese Weise. Schapschu verdunkelt sogar die Sonne. Sie begleitet 'Anatu auf den Berg Sapanu, wo 'Anatu eine große Anzahl von Ochsen, Schafen, Ziegen und Eseln schlachtet. 'Anatu kehrt zurück und berichtet 'Athiratu und ihrer Familie (von denen viele auf der Seite von Motu standen), dass sie sich freuen können, denn Ba'lu sei tot. 'Ilu fragt 'Athiratu, wen er nun an Ba'lus Stelle zum König ernennen soll, und sie schlägt 'Athtaru vor.
'Anatu sucht nun in der Unterwelt nach dem Rapi'u ihres Bruders. Sie verlangt, dass Motu ihn zu ihr zurückbringt. Dieser antwortet allerdings, dass er ihn am Eingang seiner Domäne verschlungen habe. Daraufhin verliert 'Anatu die Geduld und greift Motu an. Sie schneidet ihn, verbrennt ihn, zermalmt ihn und wirft seine Überreste zu den Vögeln. Währenddessen hat 'Ilu einen Traum, der ihm offenbart, dass Ba'lu lebt. Kurz darauf sucht Schapschu Ba'lus Rapi'u in der Unterwelt und wird fündig. Gemeinsam verlassen sie das Reich des Todes. Bald jedoch kehrt Motu zurück und beklagt sich bei Ba'lu über die Qualen, die er erlitten hat. Als Motu zurückgekehrt ist, sendet Ba'lu seine Diener Gapanu und Ugaru aus, die ihm sagen, dass er ihn verbannen wird, und dass er, wenn er hungrig ist, die Diener Ba'lus essen kann. Dies gefällt Motu jedoch nicht, und so kämpfen die beiden Götter auf dem Berg Sapanu, bis sie erschöpft sind. Schapschu mischt sich ein und warnt Motu, dass der Kampf gegen Ba'lu nutzlos sei und dass 'Ilu nun auf Ba'lu Seite ist. Motu bekommt es mit der Angst zu tun. Er ergibt sich und erklärt, dass Ba'lu König ist. Ba'lu warnt daraufhin, dass Motu nicht der letzte Löwe gewesen sein wird, der aus der Wüste kam.